# TuS Raubling
Der Turn- und Sportverein Raubling e. V. ist ein deutscher Sportverein mit Sitz in der bayerischen Gemeinde Raubling im Landkreis Rosenheim.

## Vorgängervereine
Der Verein wurde am 22. Februar 1913 ursprünglich als Turnverein Raubling gegründet. Am 27. Oktober desselben Jahres traten dem Verein alle Mitglieder der bis dahin existierenden Theatergesellschaftbei. Bedingt durch den Ausbruch des Ersten Weltkriegs ein Jahr später kam es nicht zu einem wirklichen Spielbetrieb, ein neuer Vorstand wurde nach dem Ende des Krieges Mitte März 1919 gewählt. Der Vorschlag der Freien Turnerschaft beizutreten wurde mehrheitlich abgelehnt. Im Jahr 1920 gründete sich der Fußballclub Redenfelden, mit welchem der Turnverein eine Kooperation einging. Zwei Jahre später trat der Stemmclub Redenfelden dem Verein bei.

## Geschichte

### Allgemein
Am 20. März 1938 schlossen sich der Turnverein sowie der VfR Redenfelden und der Turnverein Pfraundorf zum heutigen Turn- und Sportverein Raubling zusammen. Nach dem Ausbruch des Zweiten Weltkriegs kam es erneut nicht zu einem aktiven Spielbetrieb. Eine Hauptversammlung fand nach dem Ende des Krieges am 10. Juni 1947 statt.

### Fußball

#### 1950er Jahre
Zur Saison 1954/55 stieg der Verein in die zu dieser Zeit drittklassige 1. Amateurliga Bayern auf. In der Staffel Süd erreichte das Team mit 25:27 Punkten den achten Platz. In der Spielzeit 1956/57 stieg das Team mit 12:40 Punkten in die 2. Amateurliga ab.

#### 2000 bis heute
In der Saison 2004/05 spielte die erste Fußball-Mannschaft in der Bezirksliga Oberbayern, wo man mit 21 Punkten und dem 16. und letzten Platz in die Kreisliga Inn/Salzach abstieg. In der Saison 2008/09 gelang mit 55 Punkten die Meisterschaft und damit die Rückkehr in die Bezirksliga. Mit 17 Punkten aus der nächsten Spielzeit stieg man wieder ab. Nach einem zweiten Platz in der Folgesaison 2010/11 gelang mit 67 Punkten wieder eine Meisterschaft und die Rückkehr in die Bezirksliga. In der Saison 2012/13 mit 36 Punkten auf Platz 13 nahm man an der Abstiegsrelegation teil. Im ersten Spiel konnte sich die Mannschaft auswärts mit 1:0 gegen den VfB Forstinning durchsetzen. Ein Rückspiel fand nicht statt, womit der TuS in die nächste Runde ging. Dort gewann man mit 2:1 in einem Spiel gegen den FC Anadolu Bayern und verblieb in der Spielklasse. Nach der Saison 2015/16 führte der 15. Platz mit 29 Punkten zum erneuten Abstieg in die Kreisliga. Dort spielt die Mannschaft bis heute.

## Persönlichkeiten
- Werner Anzill (* 1940), Fußballspieler Anfang der 1960er Jahre und später u. a. beim TSV 1860 München
- Thomas Siegmund (* 1964), Fußballtrainer von 2015 bis 2018
- Maximilian Pfaffinger (* 1988), Fußballspieler in der Jugend und später bei der SpVgg Unterhaching